# Judita Cofman
Pour les articles homonymes, voir Cofman.
Judita Cofman (1936-2001) est une mathématicienne germano-yougoslave, la première personne à avoir obtenu un doctorat en mathématiques à l'université de Novi Sad. Elle est connue pour son travail en géométrie finie et pour ses livres destinés aux jeunes mathématiciens,,.

## Enfance et éducation
Cofman est née le 4 juin 1936 dans une famille ethniquement allemande mais parlant le hongrois (de différents noms orthographiés Cofman ou Zoffmann) à Vršac, alors en Yougoslavie et maintenant en Serbie. Son père était brasseur, mais la brasserie familiale (fondée en 1859) a été fermée par les Allemands occupants pendant la Seconde Guerre mondiale, puis nationalisée par le gouvernement communiste de Yougoslavie nouvellement établi en 1946. Son grand-père était professeur de mathématiques et son oncle était le maire de la ville,. Ayant grandi à Vršac, Cofman a appris le hongrois, le serbe, l'allemand, le russe, l'anglais, puis le français et l'italien; sa facilité avec les langues est devenue utile pour ses études de mathématiques.
En 1954, elle rejoint la première cohorte d'étudiants en mathématiques de la Faculté de philosophie de Novi Sad, qui fait maintenant partie de l'université de Novi Sad. Elle y a terminé ses études en 1958 et est devenue professeure de mathématiques au lycée à Zrenjanin,,. Elle est revenue à Novi Sad (nouvellement fondée en tant qu'université) en 1960, en tant qu'assistante de la géomètre Mileva Prvanović et la même année était responsable de la première publication de l'université sur les mathématiques, de ses notes de cours sur les constructions à la règle et au compas. Elle s'est rendue à Rome en 1961 pour travailler avec Lucio Lombardo-Radice (en) puis, de retour à Novi Sad en 1963, a soutenu son doctorat sous la direction de Mileva Prvanović, le premier doctorat en mathématiques à Novi Sad,. Sa thèse était intitulée O konačnim nedezargovim ravnima generisanim četvorotemenikom [Plans finis non désarguesiens générés par des quadrangles].

## Carrière
Après avoir terminé son doctorat, Cofman a effectué des recherches postdoctorales en tant que boursière Humboldt à l'université Goethe de Francfort. Elle est devenue maître de conférences à l'Imperial College London en 1965, puis, après un an de visite à l'université de Pérouse, a pris un poste à l'université de Tübingen en Allemagne,.
Au milieu des années 1970, elle a déménagé à l'université Johannes-Gutenberg de Mayence, à un moment où ses intérêts ont également commencé à changer, passant de la géométrie finie à l'enseignement des mathématiques,. À Mayence, elle est devenue la conseillère doctorale du vulgarisateur des mathématiques Albrecht Beutelspacher (en), à travers lequel elle a de nombreux descendants universitaires (en). Elle a quitté l'université en 1978 et est devenue professeure de mathématiques à Putney High School (en) à Londres de 1978 à 1993. C'est pendant ce temps qu'elle a écrit ses livres pour les jeunes mathématiciens,.
En 1993, elle est retournée dans le monde universitaire allemand en tant que professeure d'enseignement des mathématiques à l'université Friedrich-Alexander d'Erlangen-Nuremberg. Elle a pris sa retraite d'Erlangen et a déménagé à l'université de Debrecen, en Hongrie, en 2001, mais est décédée le 19 décembre 2001, peu de temps après avoir commencé son nouveau poste là-bas,,.

## Publications
Cofman est l'auteure de: 
- Problems for Young Mathematicians (Pullen, 1981)
- What to Solve?: Problems and Suggestions for Young Mathematicians (Clarendon Press, 1990) [5]
- Numbers and Shapes Revisited: More Problems for Young Mathematicians (Clarendon Press, 1995) [6]
- Einblicke in die Geschichte der Mathematik [ Regards sur l'histoire des mathématiques ] (Deux volumes, Spektrum, 1999 et 2001) [7]